# Hans Jörger
Hans Jörger (26 novembre 1903 – ...) è stato uno schermidore tedesco, vincitore di una medaglia di bronzo nella scherma ai giochi olimpici.